# Rhinolophus hildebrandtii
Il ferro di cavallo di Hildebrandt (Rhinolophus hildebrandtii Peters, 1878) è un pipistrello della famiglia dei Rinolofidi diffuso nell'Africa orientale e Africa meridionale.

## Descrizione

### Dimensioni
Pipistrello di medie dimensioni, con la lunghezza totale tra 101 e 143 mm, la lunghezza dell'avambraccio tra 60 e 67 mm, la lunghezza della coda tra 28 e 49 mm, la lunghezza del piede tra 12 e 16 mm, la lunghezza delle orecchie tra 26 e 36 mm e un peso fino a 34,9 g.

### Aspetto
La pelliccia è lunga, soffice, densa e lanuginosa. Le parti dorsali variano dal grigio al bruno-grigiastro con la punta dei peli più scura, mentre le parti ventrali sono leggermente più chiare. Le orecchie sono lunghe. La foglia nasale presenta una lancetta lunga, triangolare, con i bordi diritti e la punta arrotondata, un processo connettivo arrotondato, una sella cosparsa di lunghi peli, con i bordi concavi vicino alla base e paralleli verso l'estremità larga e arrotondata. La porzione anteriore è larga, copre completamente il muso, ha due fogliette laterali e un incavo centrale profondo alla base. Il labbro inferiore ha un solo solco longitudinale. Le membrane alari sono bruno-grigiastre scure, la prima falange del quarto dito è relativamente lunga. La coda è lunga ed inclusa completamente nell'ampio uropatagio. Il primo premolare superiore è piccolo e situato fuori la linea alveolare. Il cariotipo è 2n=58 FNa=62.

### Ecolocazione
Emette ultrasuoni ad alto ciclo di lavoro con impulsi a frequenza costante di 35-38 in Malawi, 40 kHz in Sudafrica, di lunga durata e con massima energia sulla seconda armonica delle quattro solitamente presenti.

## Biologia

### Comportamento
Si rifugia singolarmente o in piccoli gruppi fino a 50 individui nelle grotte, fessure e cavità tra le rocce, miniere abbandonate, tane abbandonate di oritteropi e proteli, grandi cavità di alberi e sotto i tetti di capanne ed edifici. I siti possono essere completamente bui o leggermente illuminati. Solitamente rimane aggrappato con i piedi alle pareti delle grotte, più raramente in contatto con esse. Raggiunge uno stato di torpore durante il giorno a temperature esterne tra 21 e 24 °C. Nella notte si apposta tra il fogliame a circa 2-4 metri dal suolo.

### Alimentazione
Si nutre di insetti come coleotteri e falene catturati in prossimità del suolo ed individuati da posatoi specifici.

### Riproduzione
Gli accoppiamenti avvengono in luglio, le nascite alla fine di ottobre, l'allattamento dura per più di tre mesi. Danno alla luce un piccolo alla volta.

## Distribuzione e habitat
Questa specie è diffusa nell'Etiopia centrale, Sudan del Sud meridionale, Uganda, Kenya centro-occidentale e meridionale, Tanzania nord-orientale, Ruanda settentrionale, Repubblica Democratica del Congo meridionale, Zambia, Malawi, Zimbabwe, Mozambico occidentale e meridionale, Sudafrica settentrionale. Un individuo catturato in Nigeria potrebbe appartenere a questa specie.
Vive nelle savane alberate semi-aride e nelle foreste ripariali e montane.

## Conservazione
La IUCN Red List, considerato il vasto areale e la popolazione presumibilmente numerosa, classifica R.hildebrandtii come specie a rischio minimo (Least Concern)).